# دانا سو غراي
دانا سو غراي (بالإنجليزية: Dana Sue Gray) هي قاتلة متسلسلة أمريكية، ولدت في 6 ديسمبر 1957 في كاليفورنيا الجنوبية في الولايات المتحدة.